# Halichondria melanodocia
Halichondria melanodocia är en svampdjursart som beskrevs av de Laubenfels 1936. Halichondria melanodocia ingår i släktet Halichondria och familjen Halichondriidae.
Artens utbredningsområde är Florida. Inga underarter finns listade i Catalogue of Life.